# Saison 2023 de l'équipe cycliste Lotto Dstny
La saison 2023 de l'équipe cycliste Lotto Dstny est la douzième de cette équipe.

## Effectif
| Effectif 2023                    | Effectif 2023     | Effectif 2023 | Effectif 2023                           |
| Cycliste                         | Date de naissance | Pays          | Équipe précédente                       |
| -------------------------------- | ----------------- | ------------- | --------------------------------------- |
| Johannes Adamietz                | 24 mai 1998       | Allemagne     | Saris Rouvy Sauerland Team (2022)       |
| Cédric Beullens                  | 27 janvier 1997   | Belgique      | Sport Vlaanderen-Baloise (2021)         |
| Victor Campenaerts               | 28 octobre 1991   | Belgique      | Qhubeka NextHash (2021)                 |
| Jasper De Buyst                  | 24 novembre 1993  | Belgique      | Topsport Vlaanderen-Baloise (2014)      |
| Thomas De Gendt                  | 6 novembre 1986   | Belgique      | Omega Pharma-Quick Step (2014)          |
| Arnaud De Lie                    | 16 mars 2002      | Belgique      | Lotto-Soudal Development (2021)         |
| Jarrad Drizners                  | 31 mai 1999       | Australie     | Hagens Berman Axeon (2021)              |
| Pascal Eenkhoorn                 | 8 février 1997    | Pays-Bas      | Jumbo-Visma (2022)                      |
| Caleb Ewan                       | 11 juillet 1994   | Australie     | Mitchelton-Scott (2018)                 |
| Frederik Frison                  | 28 juillet 1992   | Belgique      | Lotto-Soudal U23 (2015)                 |
| Sébastien Grignard               | 29 avril 1999     | Belgique      | Lotto-Soudal U23 (2020)                 |
| Jacopo Guarnieri                 | 14 août 1987      | Italie        | Groupama-FDJ (2022)                     |
| Andreas Kron                     | 1 juin 1998       | Danemark      | Riwal Securitas (2020)                  |
| Arjen Livyns                     | 1 septembre 1994  | Belgique      | Bingoal Pauwels Sauces WB (2022)        |
| Milan Menten                     | 31 octobre 1996   | Belgique      | Bingoal Pauwels Sauces WB (2022)        |
| Sylvain Moniquet                 | 14 janvier 1998   | Belgique      | Équipe continentale Groupama-FDJ (2020) |
| Mathijs Paasschens               | 18 mars 1996      | Pays-Bas      | Bingoal Pauwels Sauces WB (2022)        |
| Michael Schwarzmann              | 7 janvier 1991    | Allemagne     | Bora-Hansgrohe (2021)                   |
| Rüdiger Selig                    | 19 février 1989   | Allemagne     | Bora-Hansgrohe (2021)                   |
| Eduardo Sepúlveda                | 13 juin 1991      | Argentine     | Drone Hopper-Androni Giocattoli (2022)  |
| Liam Slock                       | 18 septembre 2000 | Belgique      | Lotto-Soudal Development (2022)         |
| Harry Sweeny                     | 9 juillet 1998    | Australie     | Lotto-Soudal U23 (2020)                 |
| Lennert Van Eetvelt              | 17 juillet 2001   | Belgique      | Lotto-Soudal Development (2022)         |
| Maxim Van Gils                   | 25 novembre 1999  | Belgique      | Lotto-Soudal U23 (2020)                 |
| Brent Van Moer                   | 12 janvier 1998   | Belgique      | Lotto-Soudal U23 (2019)                 |
| Florian Vermeersch               | 12 mars 1999      | Belgique      | Lotto-Soudal U23 (2020)                 |
| Jarne Van de Paar (27 janv.–)    | 23 octobre 2000   | Belgique      | Lotto-Soudal Development (2022)         |
| Alec Segaert (24 fév.–31 déc.)   | 16 janvier 2003   | Belgique      | Lotto Dstny Development Team (2023)     |
| Harm Vanhoucke (15 août–31 déc.) | 17 juin 1997      | Belgique      | Lotto-Soudal U23 (2018)                 |
|                                  |                   |               |                                         |
| Source : ProCyclingStats         |                   |               |                                         |

## Victoires
| Victoires | Victoires                                    | Victoires  | Victoires | Victoires           | Victoires |
| Date      | Course                                       | Pays       | Classe    | Vainqueur           |           |
| --------- | -------------------------------------------- | ---------- | --------- | ------------------- | --------- |
| 22 janv.  | Gran Premi València                          | Espagne    | 1.2       | Arnaud De Lie       |           |
| 1 fév.    | 1re étape de l'Étoile de Bessèges            | France     | 2.1       | Arnaud De Lie       |           |
| 3 fév.    | 3e étape de l'Étoile de Bessèges             | France     | 2.1       | Arnaud De Lie       |           |
| 28 fév.   | Samyn Classic                                | Belgique   | 1.1       | Milan Menten        |           |
| 14 mars   | 3e étape du Tour de Taiwan                   | Taïwan     | 2.1       | Tijl De Decker      |           |
| 6 mai     | Grand Prix du Morbihan                       | France     | 1.Pro     | Arnaud De Lie       |           |
| 7 juill.  | 2e étape, Sibiu Cycling Tour                 | Roumanie   | 2.1       | Lennert Van Eetvelt |           |
| 23 juill. | 2e étape du Tour de Wallonie                 | Belgique   | 2.Pro     | Arnaud De Lie       |           |
| 27 juill. | 2e étape du Tour de Castille-et-León         | Espagne    | 2.1       | Eduardo Sepúlveda   |           |
| 27 juill. | Classement général, Tour de Castille-et-León | Espagne    | 2.1       | Eduardo Sepúlveda   |           |
| 13 août   | Polynormande                                 | France     | 1.1       | Arnaud De Lie       |           |
| 15 août   | Grand Prix Jef Scherens                      | Belgique   | 1.1       | Arnaud De Lie       |           |
| 19 août   | Course des raisins                           | Belgique   | 1.1       | Victor Campenaerts  |           |
| 20 août   | Egmont Cycling Race                          | Belgique   | 1.1       | Jasper De Buyst     |           |
| 27 août   | 2e étape du Tour d'Espagne                   | Espagne    | 2.UWT     | Andreas Kron        |           |
| 8 sept.   | Grand Prix cycliste de Québec                | Canada     | 1.UWT     | Arnaud De Lie       |           |
| 15 sept.  | 2e étape du Tour du lac Taihu                | Chine      | 2.Pro     | Jarne Van de Paar   |           |
| 23 sept.  | 4e étape du Tour de Luxembourg               | Luxembourg | 2.Pro     | Victor Campenaerts  |           |
| 28 sept.  | Circuit franco-belge                         | Belgique   | 1.Pro     | Arnaud De Lie       |           |

## Classements UCI
| Classement UCI | Classement UCI      | Classement UCI | Classement UCI |
| Coureur        | Coureur             | Pays           | Points         |
| -------------- | ------------------- | -------------- | -------------- |
| 15e            | Arnaud De Lie       | Belgique       | 2888 pts       |
| 44e            | Florian Vermeersch  | Belgique       | 1547 pts       |
| 48e            | Andreas Kron        | Danemark       | 1477 pts       |
| 69e            | Maxim Van Gils      | Belgique       | 115 pts        |
| 82e            | Milan Menten        | Belgique       | 1011 pts       |
| 87e            | Caleb Ewan          | Australie      | 965 pts        |
| 107e           | Jasper De Buyst     | Belgique       | 849 pts        |
| 125e           | Lennert Van Eetvelt | Belgique       | 713 pts        |
| 184e           | Frederik Frison     | Belgique       | 499 pts        |
| 201e           | Eduardo Sepúlveda   | Argentine      | 460 pts        |
| 216e           | Brent Van Moer      | Belgique       | 441 pts        |
| 240e           | Cédric Beullens     | Belgique       | 388 pts        |
| 246e           | Pascal Eenkhoorn    | Pays-Bas       | 380 pts        |
| 260e           | Alec Segaert        | Belgique       | 362 pts        |
| 283e           | Sylvain Moniquet    | Belgique       | 335 pts        |
| 299e           | Jarne Van de Paar   | Belgique       | 313 pts        |
| 342e           | Victor Campenaerts  | Belgique       | 266 pts        |
| 537e           | Harry Sweeny        | Australie      | 152 pts        |
| 654e           | Rüdiger Selig       | Allemagne      | 116 pts        |
| 677e           | Harm Vanhoucke      | Belgique       | 111 pts        |
| 718e           | Mathijs Paasschens  | Pays-Bas       | 101 pts        |
| 764e           | Arjen Livyns        | Belgique       | 94 pts         |
| 872e           | Liam Slock          | Belgique       | 77 pts         |
| 1055e          | Michael Schwarzmann | Allemagne      | 57 pts         |
| 1187e          | Jarrad Drizners     | Australie      | 46 pts         |
| 2070e          | Johannes Adamietz   | Allemagne      | 13 pts         |
| 2761e          | Thomas De Gendt     | Belgique       | 3 pts          |
| 2761e          | Sébastien Grignard  | Belgique       | 3 pts          |